# Mujdei

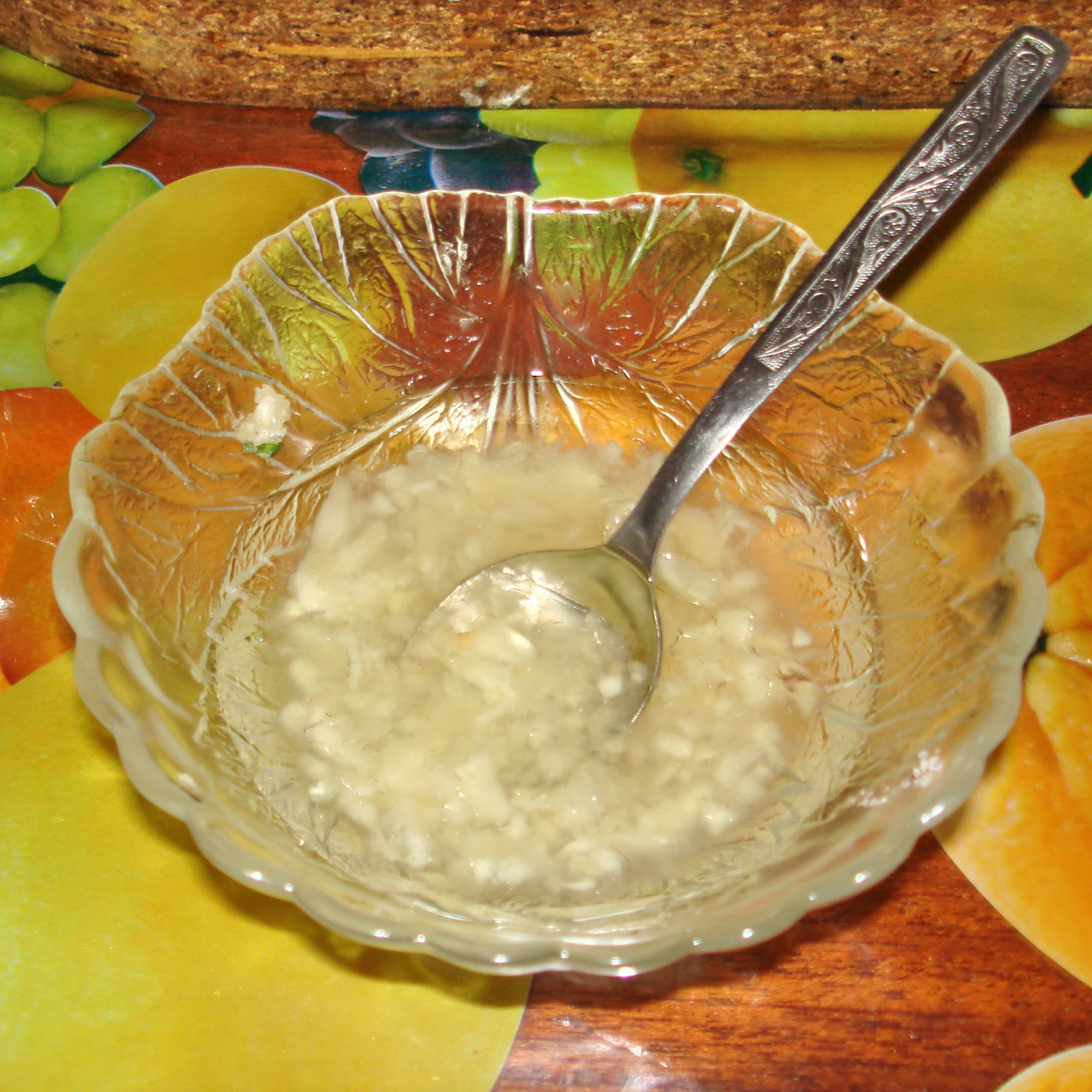
Salsa de ajo (Mujdei).

Mujdei (muʒ'dej, no posee plural) es una salsa especiada de la cocina rumana, parecida a alioli a diferencia que tiene una base de agua y no de aceite como el alioli.

## Características
La palabra proviene de "must de ai", que significa "mosto de ajo". Está elaborada principalmente de abundantes dientes de ajo aplastados hasta que forman una pasta, en ese instante se mezclan con agua, aceite vegetal, principalmente aceite de girasol. Dependiendo de la región la salsa se sirve con/o sin vinagre; y quizás otros ingredientes. El resultado es una salsa de color blanco con un aroma y sabor intenso a ajo (comprensiblemente), que tiene una textura suave. Sirve como acomañaiento de una gran cantidad de platos, incluyendo pescado frito, pollo asado o a la parrilla, o carne de cerdo, rasol, incluso patatas fritas, etc.